# Aimi Kunitake
Aimi Kunitake (jap. 國武 愛美, Kunitake Aimi; * 10. Januar 1997 in Präfektur Kumamoto) ist eine japanische Fußballspielerin.

## Karriere

### Verein
Kunitake spielte in der Jugend für die Musashigaoka College. Sie begann ihre Karriere bei Nojima Stella Kanagawa Sagamihara.

### Nationalmannschaft
Kunitake absolvierte ihr erstes Länderspiel für die japanischen Nationalmannschaft am 29. Juli 2018 gegen Brasilien. Sie wurde in den Kader der Asienspiele 2018 berufen. Insgesamt bestritt sie drei Länderspiele für Japan.

## Errungene Titel
- Asienspielen: 2018